# Ljetopis Popa Dukljanina
Ljetopis Popa Dukljanina (lat. Regnum Sclavorum, Kraljevstvo Slavena; poznato i kao Barski rodoslov) je crnogorska i južnoslavenska srednjovjekovna kronika nastala, po mišljenju većine povjesničara,  u 12. stoljeću u Baru: njezin je autor najvjerojatnije anonimni svećenik Barske nadbiskupije, koja je u to vrijeme bila sjedište Arhiepiskopije Dukljanske crkve.
Ljetopis započinje riječima:
»Budući ste me zamolili, voljena braćo u Kristu i poštovani svećenici svetog sjedišta Arhiepiskopije Dukljanske crkve...«
Ljetopis je jedan od najstarijih izvora i kompilacija za hrvatsku, crnogorsku i slavensku povijest, vjerojatno na temelju pripovijednih i drugih izvora iz 12. stoljeća, koji je sastavio anonimni autor nazvan Pop Dukljanin, svećenik u Baru. Odatle i naziv Barska kronika, dok je sam autor djelo nazvao Kraljevstvo Slavena (lat. Sclavorum Regno). Pop Dukljanin rabio je starije slavenske predloške i sastavke iz 11. i 12. stoljeća, koji nisu sačuvani. Djelo opisuje zamišljeno kraljevstvo Slavena, kralja Svatopluka, koji je održao sabor na polju Dalmi, legendu o osnutku Dubrovnika, povijest Duklje i dr., a obuhvaća događaje na prostoru hrvatske i srpske srednjovjekovne države, osobito Duklje od 5. do najdetaljnije 12. stoljeća. Najstariji sačuvani prijepis je na latinskom od oko 1650., dok je po mogućem starijem izvorniku Mavro Orbini 1601. godine objavio knjigu na talijanskom jeziku Il regno degli Slavi. Godine 1666. objavio ga je na latinskom Ivan Lučić u svojoj povijesti De regno Dalmatiae et Croatiae libri sex. Djelo je utjecalo na rani panslavizam u Hrvata. Takozvana hrvatska redakcija (14–15. st.) donosi legendu o ubojstvu kralja Zvonimira, Slaveni postaju Hrvati, a Svatopluk postaje Budimir. O djelu su napisani brojni historiografski radovi.
Paralelno sa slavenskim originalom, koji je izgubljen, nastao je i latinski prijevod, zahvaljujući čijim je prijepisima iz 17. stoljeća ovaj vrijedni spomenik južnoslavenske pismenosti i sačuvan. U skladu sa stavovima latinske srednjovjekovne historiografije, autor kronike Gote i Slavene smatra istim narodom, pa svoju povijest Kraljevstva Slavena počinje doseljavanjem Gota u oblast bivše rimske provincije Prevalis (današnja Crna Gora), krajem 5. stoljeća.

## Pregled djela
S 12. stoljećem počinju ozbiljniji napori da se u kronikama, zapravo tek teško sabranim bilješkama osvijetli crkvena ili politička prošlost nekoga grada ili kraja. I takvi su pokušaji vezani za glavna crkvena središta, dakle za one gradove koji su imali ili željeli imati prvenstvo na Jadranu. To valja isticati zbog toga što takve kronike i slična djela nose pečat ne baš uvijek objektivna rada.

### Prijepisi
Nije slučaj da je najveću pažnju u historiografiji privuklo djelo, koje to kao stvarni povijesni izvor najmanje zaslužuje. To je poznati Ljetopis Popa Dukljanina ili Barski rodoslov, djelo nekoga pobliže nepoznatoga barskoga svećenika. Prema nepotvrđenim istraživanjima Eduarda Peričića, moguće je da se radi o nadbiskupu Grguru. Djelo je nastalo u drugoj polovici 12. stoljeća i došlo je do nas u četiri redakcije. Osnovnu, latinsku je napisao sam pop Dukljanin. U uvodu latinske redakcije, autor ljetopisa naveo je da je kako bi udovoljio željama onih koji su ga zamolili, preveo ljetopis sa slavenskog na latinski jezik.
Najstariji sačuvani prijepis je na latinskom jeziku, a datira iz oko 1650. godine, dok je po mogućem starijem izvorniku, benediktinac Mavro Orbini 1601. objavio knjigu na talijanskom, Il regno degli Slavi. Prva 23 poglavlja latinske redakcije vjerojatno su negdje u 15. stoljeću slobodno prevedena na hrvatski jezik i tom je prijevodu nepoznati prevoditelj dodao legendu o smrti kralja Zvonimira. Konačno, na molbu Splićanina Dmina Papalića, koji je početkom 16. stoljeća našao Hrvatsku redakciju u Krajini, prevodi Marko Marulić tekst Hrvatske redakcije na latinski jezik 1510. godine pod imenom Regum Dalmatiae et Croatiae historia una cum Salonarum desolatione.
Orbini je upotrijebio ne samo Dukljaninov Ljetopis, nego i mnoge druge, kasnije izgubljene izvore. To čine i neki dubrovački pisci, kao što su Jakov Lukarić i Junije Rastić. Godine 1666. Ivan Lučić objavio je ljetopis pod nazivom Presbyter Diocleatis Regnum Slavorum u svojoj knjizi De regno Dalmatiae et Croatiae: libri sex, a 1874. Ivan Črnčić objavio je djelo pod nazivom Popa Dukljanina ljetopis po latinsku i toga nekoliko i još nešto po hrvatsku, po prepisu popa Jerolima Kaletića.

### Ocjena
Ljetopis Popa Dukljanina je odviše dalek izvor za povijest Hrvata u doba narodne dinastije. Pop Dukljanin zna malo ili gotovo ništa o događajima u krajevima sjevernije ili zapadnije od Cetine. Tu je zanimljivija Hrvatska redakcija, koja pokazuje namjerno ubacivanje hrvatskoga imena u prvotni Dukljaninov tekst. Osobito je značajan Dodatak ili samostalni završetak Hrvatske redakcije, tj. legenda o nasilnoj smrti hrvatskog kralja Zvonimira.
U ovom će pregledu biti riječ o Ljetopisu Popa Dukljanina ili Hrvatskoj redakciji samo toliko koliko oba izvora služe za prikaz hrvatske povijesti. Detaljnije o kulturnim i književnim karakterisitikama djela u članku Kultura humsko-dukljanskog područja do kraja 12. stoljeća:
O Ljetopisu Popa Dukljanina postoji zaista velika i opsežna literatura, pa unatoč tome jedva se koji od ocjenjivača djela odvažio na to da ga spašava kao pouzdan povijesni izvor. Poneki je povjesničar cijenio njegove geografske podatke (Franjo Rački), dok je drugi vidio u njemu "našega prvog književnika" (Ferdo Šišić). Budući da je to skup doista različitih vijesti koje katkad nisu sadržajno ni povezane, nije do danas završena diskusija o koncepciji djela u cijelosti kao ni o porijeklu pojedinih sastavnih dijelova.

### Sadržaj
Na prvi pogled mogu se izdvojiti neke posebne cjeline, tako da se Ljetopis Popa Dukljanina može podijeliti u tri dijela. Prvi, sadržajno najšareniji u kojem okosnicu čini Trebinjski rodoslov 10. stoljeća i na koji su dodani neki sadržajno samostalni stavci ("gotski uvod", izvod iz Panonskih žitija, odlomak o Duvanjskom saboru, legende o Radoslavu i Pavlimiru itd.). Djelo opisuje zamišljeno kraljevstvo Slavena, kralja Svatopluka, koji je održao sabor na polju Dalmi, legendu o osnutku Dubrovnika i dr. Osobitu pažnju iz prvog dijela Ljetopisa popa Dukljanina privlači još i danas tzv. "gotski uvod" (prvih pet poglavlja gotske povijesti) i 9 poglavlje, tj. sabor na Duvanjskom polju. Prvom je djelu pridodan drugi, legenda o dukljanskom knezu - svetom Vladimiru (poglavlje 36), koja je vjerojatno nastala na osnovi danas izgubljenog životopisa. Najzad, treći dio Ljetopisa pravi je dukljanski ljetopis, koji obuhvaća razdoblje 11. i 12. st. povijesti Dukljanskoga Kraljevstva.
Vjerodostojnost podataka, koje kronika donosi za razdoblje od sredine 10. do polovine 12. stoljeća, a koji se odnose na stvaranje snažnog državnog središta u Duklji pod dinastijom Vojislavljevića, u najvećoj mjeri potvrđuju strani izvori. Literalno najuspješniji dio kronike, pravi mali ljubavni roman, čini poglavlje o životu, ljubavi i stradanju dukljanskog kneza Vladimira i njegove žene Kosare, kćerke bugarskog cara Samuila. Kronika je značajno svjedočanstvo bogatog nasljeđa srednjovjekovne južne primorske književnosti - osobito crnogorske srednjovjekovne književnosti. U njen sastav ušli su prerađeni dijelovi izgubljenih spisa: Hronike Duklje iz 10. stoljeća, Epa o Duklji i Žitija sv. Vladimira iz 11. stoljeća, kao i brojne legende i predanja. Detaljnije o osobinama tih spisa u prvom i drugom tekstu.
Sam ljetopisac u uvodu ističe da je na molbu dukljanskoga svećenstva preveo sa slavenskoga spis Libellus Gothorum, koji se latinski zove Regnum Sclavorum, pa se u vezi s tim priznanjem postavlja niz pitanja. Takvim je uvodnim riječima pisac, bez sumnje, prikrio glavnu svrhu pisanja djela. Djelo je trebalo da prikaže starost Barske nadbiskupije.

## Podrijetlo Hrvata
Drugo je po vremenskom redu pisano vrelo o postanku hrvatske vlasti na području rimske Dalmacije Ljetopis Popa Dukljanina. Nastao je u 12. stoljeću. Prema njegovu se kazivanju nisu Hrvati kao takvi uopće ni doselili u Dalmaciju. Došli su samo Goti pod braćom Totilom i Ostroilom. Osvojili su najprije Panoniju. Onda je Totila s jednim dijelom vojske krenuo u Italiju, opustošio je i tamo umro, a Ostroilo je osvojio Dalmaciju i vladao njome kao kraljevstvom Gota. O gotskom kralju u Dalmaciji Selimiru, sinu Svevladovu i unuku Ostroilovu, kaže Dukljanin da ju je napunio mnoštvom Slavena i da je u ono doba u zemlji bio mir (glava 4: lat. replevit multitudine Sclavorum et quievit terra in diebus illis). O tome ne daje nikakva bližeg objašnjenja. Govoreći poslije o kraljevstvu Gota u Dalmaciji kaže da su se oni zvali još i Slaveni (glava 5: lat. Gothi, qui et Sclavi). Kraljevstvo Gota postalo je tako i kraljevstvo Slavena. Tek kada se potanko opisuje kako je Svetopelek, osmi Selimirov nasljednik, koji se prvi pokrstio i preveo cijeli svoj narod u kršćanstvo, uredio svoju državu, spominje se prvi put Hrvatska kao ime kojim je nazvao dvije od pokrajina na koje je podijelio svoje kraljevstvo, i to upravo primorske njegove pokrajine. Jednoj je od njih nadjenuo ime Bijela Hrvatska, a zvala se i Donja Dalmacija (glava 9: lat. vocavit Croatiam albam, quae et inferior Dalmatia dicitur), a drugoj Crvena Hrvatska, a zvala se i Gornja Dalmacija (u istoj glavi: lat. Croatiam Rubeam vocavit, quae et superior Dalmatia dicitur). Hrvatska su tako samo dvije pokrajine kraljevstva Gota ili Slavena. U Dukljanina nema nikakvoga dolaska Hrvata, a i dolazak Slavena pod gotskim okriljem ostaje sasvim nejasan.
Kazivanje Dukljaninovo o povijesti Gota u Dalmaciji puno je povijesno nepouzdanih podataka. Nikako se ne slaže s autentičnim vijestima o povijesti Gota. Razabire se da je taj pisac imao pisanih vrela što su potjecala iz spisa koji su nastali u benediktinskom samostanu Monte Cassino, ali među njima nisu bila vrela s autentičnim podatcima. U Dukljaninovo su pripovijedanje uvršteni mnogi podatci s valjanom povijesnom pozadinom, čak i jedna jako prerađena verzija Žića Konstantinova, staroslavenskoga životopisa sv. Ćirila, ali cjelovit prikaz događanja kakav se čita u njega ne može se nikako smatrati autentičnim, to je očito iskićena konstrukcija autora i redaktora što pripada već kasnijim stoljećima prijelaza iz ranoga u razvijeni srednji vijek. Nemoguće je stoga iz toga prikaza crpiti podatke, koji bi mogli iole pomoći pri odgovaranju na pitanje o podrijetlu Hrvata.

## Duvanjski sabor
Ostavljajući po strani neobično zanimljiv problem Dukljaninove "gotomanije", zanimljivo je 10. poglavlje, koje se u starijoj hrvatskoj historiografiji smatralo prvorazrednim izvorom upravo za hrvatsku povijest. Povod je takvu tumačenju dao sam pisac. Naime, pošto je opisao kako je Konstantin pokrstio kralja Svetopelega, kako je taj na to održavao u nazočnosti papinskih poslanika sabor lat. in planicie Dalme i bio ondje okrunjen te je posvetio dva nadbiskupa i teritorijalno podijelio svoju državu, ljetopisac je nastavio: ustanovi (kralj Svetopeleg) mnoge zakone i dobre običaje, koje ako netko želi upoznati neka čita slavensku knjigu (lat. librum Sclavorum), koja se zove Methodius". U uvjerenju da se rad sabora odnosi na hrvatskoga kralja učvršćivao je historiografiju prevoditelj Ljetopisa Popa Dukljanina i sastavljač Hrvatske redakcije, koji je tome tekstu dodao: "Da, ako tko hoće napuno znati naredbu ku učiniše i mejaše kudi postaviše i zemljam imena, vazmi knjige ke pri Hrvatih ostaše i pri njih se nahode, a zovu se Metodios". Osim toga, Svetopelegova se država raspadala na dva dijela od kojih je jedan, Primorje, bio podijeljen na Bijelu Hrvatsku (lat. Croatia Alba) ili Donju Dalmaciju i na Crvenu Hrvatsku (lat. Croatia Rubea) ili Gornju Dalmaciju. Onaj dio te države, koji se nalazio sa sjeverne strane jadransko-pontske razvodnice nazvao je Svetopeleg, kaže Dukljanin, Srbijom ili Zagorjem (lat. Transmontana), koja se opet dijelila na Rašu i Bosnu.

## Bijela Hrvatska
Ostajući i dalje vjeran slici te Svetopelegove "hrvatsko-srpske", dakako izmišljene, države, Dukljanin je katkada govorio i o vladarima ili banovima Bijele Hrvatske. Sve su to prilično nepouzdane vijesti tako da ih kritička historiografija jedva uzima u obzir. Međutim, historiografija očito nije pogriješila kad je iz prvoga dijela Ljetopisa Popa Dukljanina izdvojila neke podatke, koji se tiču povijesti Bijele Hrvatske. To je prije svega čitavo 12 poglavlje u kojem se govori o Svetopelegovu unuku Tomislavu i njegovoj borbi s ugarskim kraljem Arpadom (Atilom). Tomislav je kao "sposoban mladić i snažan ratnik" vodio mnoge ratove s Atilom, ali ga je uvijek pobjeđivao.
Iz citiranih Dukljaninovih vijesti nije teško razabrati da ljetopisac nije znao gotovo ništa o Hrvatima ni o onom dijelu Svetopelegove države, koju on zove Bijelom Hrvatskom ili Donjom Dalmacijom. Stoga je prebacivanje tzv. duvanjskoga sabora u Hrvatsku Trpimirovića bilo pogrešno. Ponajviše zbog toga što je danas dokazano da se Dukljanin služi za sastav jednoga dijela svoga 9 poglavlja, Žićem sv. Konstantina ili slavenskim originalom Konstantinove legende, ali tako da je prerađuje prema svojoj potrebi. To je toliko prijeporni liber Methodios. Dukljanin je svjesno i namjerno doveo pokrštenje Slavena na Jadranu u vezu s misionarskim radom sv. Konstantina. Kocelj Konstantinove legende postaje Budimir koga Metodije krsti na prolazu u Rim. Dukljaninov opis saborovanja na Duvanjskom polju protivi se pretpostavci da u Svetopelegu (Svatopluku) treba gledati bilo kojega od hrvatskih vladara. Sabor se održava u Omišu, na Dukljaninovoj granici između Bijele i Crvene Hrvatske, dakle točno na polovici izmišljene Svetopelegove države. Središte te državne jedinice nije neko mjesto u Hrvatskoj, Dukljanin zna samo za Vinodol kao granicu Bijele Hrvatske, jer Svetopeleg se doduše kruni na "duvanjskom" saboru, ali je pokopan u Duklji (lat. in civitate Dioclitana), a ondje su se izabirali i svi njegovi nasljednici. Najviše se dukljanski ljetopisac odao tada kad je govorio o tobožnjem kraljevu nalogu da se na saboru posvete dva nadbiskupa, salonitanski i dukljanski. Političkim granicama Bijele i Crvene Hrvatske odgovara i tobožnja jurisdikcija novopostavljenih nadbiskupa. Prema tome, Dukljanin je zelio dokazati da Dubrovačka nadbiskupija uopće nije postojala, što je razumljivo zbog borbe koja se vodi između Bara i Dubrovnika od kraja 11. stoljeća.
Hrvatska historiografija je upotrijebila Dukljaninove podatke tada kad ih je mogla bar donekle opravdati drugim izvornim materijalom. Tako je na osnovi Ljetopisa Popa Dukljanina pretpostavljala da je Mihajlo Krešimir II. zavladao Bosnom, da su Krešimir III. i Gojslav priznali vlast Bazilija II., koji je prodro sve do granica Bijele Hrvatske. Potpomognuta i nekim drugim podacima mogla se braniti i tvrdnja o Tomislavovim uspjesima u Slavoniji. Nema razloga da se podržava misljenje da je "duvanjski sabor" održavao Tomislav ili bilo koji drugi hrvatski vladar. On otpada dakle i kao podloga za tvrdnju da se na njemu okrunio Tomislav za hrvatskoga kralja.

## Crvena Hrvatska
Historiografija još nije našla zadovoljavajući odgovor na pitanje kako je Dukljanin došao do naziva Bijela i Crvena Hrvatska. Možda bi se njegovi nazivi odbacili kao plod mašte da se s Dukljaninom ne slažu i neki bizantski pisci iz 11. i 12. stoljeća, koji spominju Hrvate u Duklji. Stoga je postavljena hipoteza da je Crvena Hrvatska (Duklja + Dalmacija) bila samostalna politička jedinica do Nemanje (Vjekoslav Klaić). Prema jednom drugom mišljenju do takva je naziva došlo zato što su bizantski pisci identificirali Srbe i Hrvate. U Jugoslaviji je ipak bila najprihvatljivije treće mišljenje, prema kojem je riječ o nekoj postojećoj, realnoj skupini ljudi, koji su nosili hrvatsko ime, dakle o nekom kraju (u Duklji), koji je bio nastanjen Hrvatima. Prema tome, posve je razumljivo da takva pretpostavka ne znači da je Crvena Hrvatska bila sastavni dio hrvatske države pa čak ni to da se ovdje radi o etničkim Hrvatima u onom smislu kao i u Hrvatskoj gdje je to ime bilo ne samo nacionalno, nego i političko (državno).
Glavnu poteškoću uočavanju etničke raznolikosti Slavena duž jadranske obale činilo je tumačenje Konstantina Porfirogeneta, po kojemu su Neretvani (Pagani), Zahumljani, Travunjani i Konavljani porijeklom Srbi. Pri tome je car dosljedno izostavljao Dukljane iz ove srpske zajednice naroda, no nije ih tretirao ni kao dio hrvatske zajednice naroda. Čini se, međutim, očitim da car ne želi govoriti ο stvarnoj etničkoj povezanosti, već da su mu pred očima politički odnosi u trenutku kada je pisao djelo, odnosno iz vremena kada su za nj prikupljani podaci u Dalmaciji. Opis se svakako odnosi na vrijeme kada je srpski knez Časlav proširio svoju vlast i na susjedne sklavinije, pored navedenih još i na Bosnu. Zajedno sa širenjem političke prevlasti, širilo se i etničko ime, što u potpunosti odgovara našim predodžbama ο podudarnosti etničkog i političkog nazivlja.
Što se tiče Neretvana, ili Pagana, njih izvori 9. i 10. stoljeću nazivaju dosljedno njihovim vlastitim imenom, te nema sumnje u njihovu etničku posebnost, izraženu još i dodatnim specifičnostima: kasnim pokrštavanjem i gusarenjem kao važnom privrednom granom. Stanovnike Zahumlja jedino Konstantin označava kao Srbe. Ova sklavinija izlazi iz anonimnosti u vrijeme kneza Mihajla Viševića, kojeg izvori, uključujući De administrando imperio, spominju kao vladara Slavena ili Zahumljana. Vijest o porijeklu Zahumljana, prema kojoj su Mihajlovi preci potomci Litzika, koji su živjeli uz rijeku Vislu, nema nikakve veze s Konstantinovom pričom ο seobi Srba, te je jasno da Zahumljani svoje porijeklo nisu izvodili iz srpskoga. Još i u 12. stoljeću nazivali su se jednostavno Slavenima.
Vrijednost svojih etnogenetskih tumačenja razotkriva car u poglavlju ο Travunjanima, u kojemu kaže da oni pripadaju Srbima, ali samo od vremena Heraklija do kneza Vlastimira, kada su stekli neovisnost. Car očito povezuje etničku i političku pripadnost: u trenutku kada pucaju političke veze, prestaju i one etničke. To napokon u potpunosti omogućava tumačenje Konstantinovih tvrdnji da su Neretvani, Zahumljani, Travunjani i Konavljani Srbi, kada to ne tvrdi nijedan drugi izvor.
U slučaju Duklje to je još jasnije jer car, Dukljane ne ubraja niti u Srbe, ali niti u Hrvate. Stalna prisutnost Bizanta (potpuna ovisnosti Duklje), no kasnija velika pobjeda Dukljana nad Bizantom u Bici kod Bara 6./7. listopada 1042. (Ljetopis o tome izvješćuje u glavi XXXVIII.), proglašenje dukljanskog vladara Mihaila za kralja, najkasnije 1078. i Bodinova dukljanska ekspanzija sprečavali su širenje srpske i hrvatske vlasti, pa time i imena, na Duklju. Zbog toga Konstantin, niti bilo koji bizantski autor nakon njega, niti ne izvodi porijeklo Dukljana niti od Srba niti od Hrvata.
Pojedini bizantski pisaci izjednačavaju stanovništvo Duklje s drugim Slavenima (Dukljani-Srbi i Dukljani-Hrvati), drugi ih pozlaćuju u smislu davanja pogrdnih značenja (Dukljani-Dalmati, Dukljani-Tribali), treći zamjenjuju imena iz neznanja i komoditeta ("Srbi koje neki i Hrvati nazivaju"), a riječ o Dukljanima, četvrti koriste recidiv mode skitomanije ("Neki skitski čovjek po imenu Vojislav"), a peti pleonazam ("Hrvati i Dukljani pobunivši se"), a govori se o ustanku makedonskih Slovena pod vodstvom Bodina i Vojteha itd. Sve u svemu, navodi bizantskih pisaca ne dopuštaju izjednačavanje stanovnika Duklje u 11. i 12. stoljeću bilo sa Srbima, bilo s Hrvatima.
Najraniji Dukljaninovi prepisivači su Mlečani Andrea Dandolo i Flavije Biondo. Grk Halkokondyles po humanističkom imenovanju naroda klasiničnim imenima, Slavene od Istre do Dubrovnika naziva Ilirima. Domaći Dukljaninovi prepisivači su Mavro Orbini, Jakov Lukarić, Junije Rastić, Ivan Lučić i Marko Marulić. Napokon, Hrvate na ovom području spominje turski putopisac Evlija Čelebi. Humsko-dukljansku kulturu može se promatrati jedino izvan anakronističnih i isključivih srpskih ili hrvatskih okvira, kao izvornu kreaciju područja sa svim odlikama samosvojnosti, dok crkvena arhitektura pripada starohrvatskoj umjetnosti.
Kultura, uz državu, je faktor, koji u srednjem vijeku odlučujuće utječe na formiranje naroda. Ne zna se je li ta kultura korijen bez stabla, je li njen njezin razvoj bio prekinut širenjem srpskog, odnosno hrvatskog političkog i kulturnog kruga ili njezini izdanci se mogu pratiti i kasnije, ako nigdje drugdje, barem u Bosni. Stanovnici Crvene Hrvatske su u svojoj vjerskoj i političkoj povijesti općenito bili bliži Hrvatima, ali primjenjivati današnji pojam hrvatskog identiteta (nešto što je nastalo u novije doba na osnovi vjere, povijesti i jezika) na nekoga u ono doba jest puki anakronizam. Jedino razborito što bi se moglo kazati o etničkom identitetu jest da su bili Slaveni.
To je slavensko stanovništvo, izuzevši Dukljane, koje je po svojim etničkim i vjerskim značajkama pripadalo istom etničkom supstratu kao i Hrvati. Osim samoga spomena hrvatskoga imena, to se vidi u mnogobrojnim etno-kulturnim obilježjima, kao što su jezik (čakavstina i štokavska ikavica, te zapadna ijekavština, što su sve karakteristike hrvatskoga jezika), glagoljsko i zapadnoćirilsko pismo (tzv. hrvatska ćirilica) kojim su pisane isprave, djela vjersko-nabožnog i umjetničkog sadržaja, a koje je istovjetno hrvatskoj ćirilici koja se rabila u Dalmaciji i sjevernohrvatskom primorju, pripadnost zapadnom civilizacijskom krugu, što se očituje u zapadnom kršćanstvu (ovi krajevi su potpadali pod Splitsku, Dubrovačku i Barsku dijacezu), te umjetničkim oblicima zapadne provenijencije.

## Hrvatska redakcija

### Prijepisi
Splitski plemić Dmine Papalić pronašao je 1500. godine u Poljicima staru knjigu pisanu harvackim pismom, a koja sadrži tzv. Hrvatsku redakciju Ljetopisa Popa Dukljanina. Prema mišljenju Stjepana Antoljaka, hrvatska i latinska redakcija poklapaju se do XXIII. poglavlja nakon čega se razilaze i vremenski i sadržajno. U hrvatskoj redakciji Slaveni postaju Hrvati, Svetopeleg Budimir, a donosi se i legenda o ubojstvu kralja Zvonimira.
Dmine Papalić je hrvatsku kroniku pronašao 22. listopada 1500. u Krajini u domu Markovića u Poljicima o čemu svjedoči Marko Marulić koji je kroniku preveo na latinski jezik pod nazivom Povijest kraljeva Dalmacije i Hrvatske zajedno s poviješću pustošenja Salone (Regum Dalmatiae et Croatiae historia una cum Salonarum desolatione). Taj prijevod se čuva u Narodnoj biblioteci u Beogradu. a, dok se rukopis Marulićeva bolonjskog prijepisa naziva Croatiae Dalmatiaeque regum gesta. Isti stari rukopis hrvatske redakcije, preveo je na latinicu 1546. u Omišu, Jerolim Kaletić (Ćaletić).

### Ocjena
Za hrvatsku je povijest mnogo važnija hrvatska redakcija Ljetopisa Popa Dukljanina i njezin Dodatak koji sadržava, kao što je poznato, vijest o ubojstvu kralja Zvonimira u "Petih crikvah u Kosovi". O Hrvatskoj redakciji se mnogo pisalo, osobito o njezinom odnosu prema Ljetopisu Popa Dukljanina, ali vrlo malo ili nista raspravljalo. Prvi su dojmovi, na žalost, bili dovoljni da se izreknu sudovi o tome je li Ljetopis Popa Dukljanina prevedena Hrvatska redakcija ili obrnuto. U novije je vrijeme prevladalo Šišićevo mišljenje da je Hrvatska redakcija nastala u 14. stoljeću, zbog sadržaja pripisa u kartularu samostana sv. Petra u Selu, koji je također datiran tim stoljećem. Šišić se pri takvu datiranju složio s Račkim, ali nije s Jagićem i Crnčićem, koji su bili za 15. stoljeće. Mošin se naprotiv u tom približio odavno izrečenom mišljenju Luke Jelića prema kojem je hrvatska redakcija nastala prije latinske te je njezina prerada.
Kako autor Redakcije ne zna ni u Dodatku ni više ni bolje o Hrvatima od Dukljanina, to je sva prilika da je i on živio daleko od Hrvatske. Vrlo je teško odrediti vrijeme postanka Redakcije bez prethodnih lingvističkih ispitivanja. Slika društvenih i političkih odnosa u posljednjim poglavljima Hrvatske redakcije mogla bi upućivati na 15. stoljeće. Hrvatska redakcija je dakle mlađa varijanta Ljetopisa Popa Dukljanina. Izmjene, koje nepoznati autor Redakcije provodi u Dukljaninovu djelu nemaju nikakvu vrijednost.

### Povezanost
Da bi se mogla shvatiti uzajamna ovisnost Ljetopisa i Redakcije treba prije svega upozoriti da je tekstovna veza i ovisnost između oba izvora u glavama, koje su zajedničke, a to su prva do uključivši trinaestu, očita i nesumnjiva. Stoga se načelno može postaviti pitanje, koji je izvor nastao prema kojemu, ali se ne mogu obje pretpostavke i braniti. Izostavljanje Dukljaninova uvoda i popisa salonitanskih odnosno dukljanskih sufragana iz 9. poglavlja navelo je neke povjesničare na misao da je Hrvatska redakcija starija, ali se to mišljenje nakon usporedbe tekstova ne moze održati. Upravo činjenica da autor Redakcije izostavlja uvod kao nepotreban i sadržajno namješten, on, posve razumljivo, nije u uvodu mogao kazati ono što je kazao pop Dukljanin, upućuje na preradu. Uostalom, Hrvatska redakcija nije prijevod, nego, na nekim mjestima vrlo slobodna prerada. Štoviše, autor se Redakcije nije ustručavao mijenjati tekst gdje mu je to bilo potrebno. Nisu to samo sitni dodatci, kojima proširuje rečenicu. Riječ je o takvim mjestima na kojima namjerno mijenja latinski tekst i koja upravo upadaju u oči, jer pokazuju da autor poznaje mnogo manje povijesti od Dukljanina i da je upućen samo na njegovo djelo.
Karakteristično je za autora Hrvatske redakcije i to da umeće Hrvate i ondje gdje ih latinska redakcija nema. Autor Redakcije ne poznaje naziva Slaveni očito zbog toga što ne želi rabiti izraz, koji u njegovo vrijeme više nije poznat. Dukljaninovo 9 poglavlje koje je neobično bogato podacima zbunjuje ga. On Svetopelega pretvara u Budimira koji vlada svetim pukom, a izbacuje vladarska i papinska imena kako mu se svidi. Značajno je takodjer da izostavlja naziv Crvena Hrvatska i poznaje samo Bijele Hrvate i Gornju Dalmaciju. Vjerojatno misli da se Dukljanin zabunio jer u njegovo vrijeme više nema Crvene Hrvatske.

## Legenda o smrti
U posljednjem zajedničkom poglavlju ne ustručava se izvršiti temeljite promjene latinskog predloška jer mu treba logičan uvod u prikaz Zvonimirove pogibije, koju dodaje. On prikazuje Hrvate kao nedostojne dobroga vladara. A Zvonimir je taj dobar vladar koji "ne mogaše zlo viditi" i zato "on ne biše za Hrvate". Prerađivač latinske redakcije ostaje vjeran slici idealne političke jedinice Budimira jer i Zvonimir vlada Primorjem i Zagorjem. Međutim, kad su "papa i cesar velikoga grada Rima" pozvali Zvonimira u križarski rat "bogom prokleti i nevirni Hrvati" ubijaju svoga kralja govoreći "bolje da jedan umre nere tolik puk da pogine". Umirući ih kralj zato proklinje "da bi veće Hrvati nigdar ne imali gospodina od svoga jazika, nego vazda tuju jaziku podložni bili". Kad je ugarski kralj Bela čuo za Zvonimirovu pogibiju, dolazi u Hrvatsku i pokorava Hrvate kaznivši ih tako zbog ubojstva dobroga kralja Zvonimira.
Vjerojatno se nikad neće saznati prava istina o smrti kralja Zvonimira, a to će pitanje vjerojatno zauvijek podgrijavati znatiželju i maštu povjesničara. Priča o ubojstvu kralja Zvonimira dolazi iz tekstova pridodanih Ljetopisu Popa Dukljanina i Tominoj Salonitanskoj povijesti. Ukratko, legenda kazuje da je hrvatsko plemstvo nezadovoljno Zvonimirovom namjerom da sudjeluje u križarskom pohodu, ubilo svoga kralja u mjestu, koje se naziva Pet crkva u Biskupiji kod Knina. Legenda o Zvonimirovoj smrti je jedina autentična legenda o nekom hrvatskom srednjovjekovnom vladaru. Ona nije produkt historiografije 19. stoljeća.
Prije se mislilo kako je Dodatak legenda, koja nema povijesnu već izmišljenu jezgru. Posljednje riječi umirućega kralja pokazuju su kako je ova legenda, za razliku od drugih, željela protumačiti zašto Hrvati nemaju vladara "svoga jezika". Mišljenje, koje ima pisac Redakcije o Hrvatima tako je nepovoljno da je malo vjerojatno da je ovaj oblik legende o Zvonimirovoj smrti nastao u Hrvatskoj. Legenda o Zvonimirovoj smrti samo je najstarija dosad poznata varijanta, i to joj daje određenu prednost pred mlađim legendama.
U svim ostalim izvorima nema spomena o Zvonimirovom ubojstvu. Teza o ubojstvu se odbacivala iz više razloga, a glavni je bio Dukljaninovo spominjanje "Pet crkvih na Kosovu polju". One nisu bile poznate povjesničarima potkraj 19. i početkom 20. stoljeća. Kasnija arheološka istraživanja utvrdila su da je na tom mjestu doista postojalo svih pet crkvi. Legenda o smrti kralja Zvonimira je većinom u hrvatskoj historiografiji označena kao legenda. Osnovni razlog zašto je to bilo tako je činjenica da se u toj pripovijesti pojavljuje križarski pohod.
Iako vrijeme križarskog rata nije točno, ipak treba još nešto provjeriti. Ima li u to doba pokušaja svojevrsnog protukrižarskog rata, koji bi pokrenuli Carigrad i car? Ima li molbi Zapadu za pomoć, u smislu Jeruzalema i svetoga rata? Takvih molbi je bilo. Papa Urban II. je prvi poziv na križarski rat uputio tek 1095., nekoliko godina nakon Zvonimirove smrti, ali pozivi bizantskog cara Aleksija Zapadu na pomoć u borbi protiv islamskih prodora dogodili su se znatno prije. Aleksije I. Komnen zove u pomoć Roberta Flandrijskog i uspijeva privući popriličan broj konjanika na službu u bizantsku vojsku. Čini se gotovo sigurnim da su njegovi pozivi u pomoć formulirani u smislu kršćanske dužnosti, solidarnosti između Istoka i Zapada. Taj ključni dokaz vezan uz Zvonimirovo ubojstvo je vrlo uvjerljiv, ali i jako važan za razumijevanje Prvog križarskog rata. Prema izvorima, vjerojatnije je da je Zvonimir umro prirodnom smrću, istodobno zbog novijih znanstvenih spoznaja više nikada, teza o ubojstvu, se ne može odbaciti kao potpuno nevjerojatna.

## Unutarnje poveznice
| - Podrijetlo Hrvata - Hrvatsko Kraljevstvo - Tomislav, Mihajlo Krešimir II. - Gojslav, Krešimir III., Zvonimir | - Crvena Hrvatska: Paganija, Zahumlje, - Travunja i Duklja; Mihajlo Višević - Arhitektura Crvene Hrvatske - Kultura Crvene Hrvatske |

## Vanjske poveznice
- Hrvatska enciklopedija (LZMK) - Ljetopis Popa Dukljanina
- Montenergina.net - Ljetopis popa Dukljanina (Barski rodoslov) (crn.)
- Montenergina.net - Hrvatska redakcija Ljetopisa Popa Dukljanina (crn.)
- Ivan Mužić, Hrvatska kronika Ljetopisa popa Dukljanina  Arhivirana inačica izvorne stranice od 7. lipnja 2014. (Wayback Machine) Dalmacija-papir, Split, 2011.